# Donato Pace
Donato Antonio Pace, detto Tuccino (Avigliano, 5 ottobre 1938 – Potenza, 13 aprile 2014), è stato un politico e avvocato italiano.

## Biografia
Esponente del Partito Socialista Italiano, viene eletto alla Camera dei deputati nel 1994 coi Progressisti in Basilicata. Dopo lo scioglimento del PSI, aderisce alla Federazione Laburista e successivamente ai Democratici di Sinistra.
In occasione delle elezioni regionali lucane del 2000 viene eletto in Consiglio regionale, restando in carica fino al 2005.